# Kütükuşağı, Cihanbeyli
Kütükuşağı là một thị trấn thuộc huyện Cihanbeyli, tỉnh Konya, Thổ Nhĩ Kỳ. Dân số thời điểm năm 2011 là 2.092 người.